# Comic Media
 (juillet 2024).

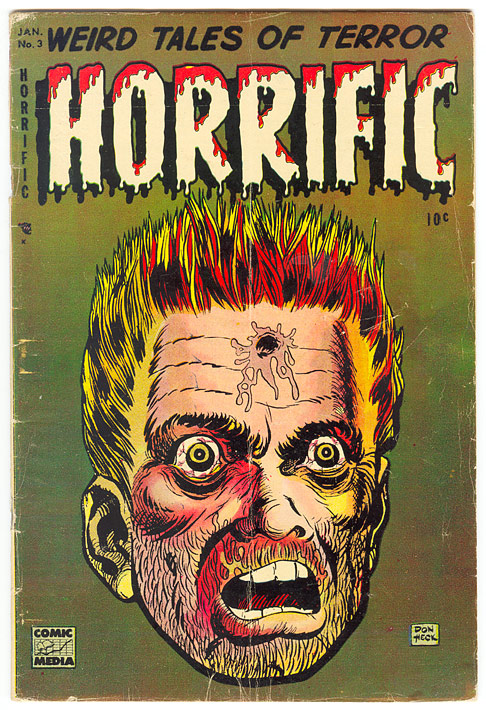
Horrific #3 (Janvier 1953), exemple de comic-book édité par Comic Media

Comic Media est une maison d'édition américaine de comic books fondée en 1951[réf. nécessaire] par Allen Hardy et disparue en 1954.

## Documentation
- (en) Comic Media sur la Grand Comics Database.
- (en) Mike Benton, « Comic Media », The Comics Book in America. An Illustrated History, Dallas : Taylor Publishing Company, 1989, p. 100.